# Ninja Print
Ninja Print är ett Göteborgsbaserat förlag som framför allt ger ut vad de kallar coffee table-spel: sällskapsspel med design i fokus. 2018 belönades spelet Skogen med Svenska designpriset i kategorin produktdesign, det första spelet i prisets historia att vinna för sin form.
Sedan grundandet 2011 har Ninja Print gett ut ett flertal spel årligen, varav majoriteten fokuserar på populärkultur och enklare festspel som tar kort tid att lära sig spela. Förlagets första utgivna titel var Popkult och deras mest populära titlar är Rackare!, Skogen, Sing Sing och Bergnein. 2017 orsakade Ninja Prints utgivning av satiriska kortspelet Bergnein rubriker världen över. Spelet drev med köpolitiken på tyska nattklubben Berghain. Berghains främste dörrvakt Sven Marquardt stämde Ninja Print för att stoppa försäljningen och krävde att alla exemplar skulle förstöras.

## Utgivna titlar
2011
- Popkult

2012
- I LOVE TV
- Quiz Göteborg

2013
- Story
- Hufvudstaden

2015
- Say What?
- Rackare!

2016
- Werewolf House
- High Concept
- Ritjakten

2017
- De 36 frågorna
- Bergnein
- Skogen

2018
- Rackare! 2
- Rackarunge

2018
- Sing Sing

2019
- Tres
- Skogen Memo
- Memonsters
- Kalabalik

2020
- Ninjatzy
- Nice Dice
- Sjön
- Skogen (2020) inklusive Expansion Bäck
- Sing Sing 2
- Rackare Expansion #001: KRITAEN5A edition

2021
- Rackare! 3
- Prepper
- Karriär (spel)
- Space Race
- Coin Set

2022
- KAPOW! (illustrationer av Kim W. Andersson)
- Say What
- Sing SIng 3

2023
- ABC Memo
- Stuglandet (illustrationer av Fabian Göranson)
- SWIPE[7]